# Makaonfjäril
Makaonfjärilen (Papilio machaon) är en art av dagfjärilar i familjen riddarfjärilar.
Makaonfjärilen minskar i antal i hela Nordvästeuropa i takt med att de stora fuktiga ängarna och mossarna utdikas eller växer igen. I Sverige kan man träffa på den från slutet av maj till slutet av juni, ibland flyger den sällsynt i en andra generation i augusti. Makaonfärilen föredrar öppna fuktiga marker med värdväxterna kärrsilja och kvanne.

## Utseende
Makaonfjärilen har ett mycket särpräglat utseende och kan inte förväxlas med andra fjärilar i Norden. Vingspannet är omkring 8 cm och varierar mellan 5 cm och 9 cm. På bakvingarna har den långa och tydliga svansutskott. Makaonfjärilen är tydligt tecknad i gult och svart. Den gula färgen kan variera från nästan vit till nästan orange, på olika individer. På bakvingarna finns en kant av blå, metallblänkande fläckar. Många individer har också en orangeröd rund fläck långt bak på vardera bakvingen.

## Livscykel
I Sverige har makaonfjärilen en generation per år, i sällsynta fall två. I Sydeuropa kan den ha två eller till och med tre generationer samma år.
Äggen läggs gärna på kärrsilja och kläcks efter drygt en vecka. Larven är i sitt sista stadium mycket karakteristisk, stor och citrongul till ljusgrön med svartgröna ränder. Om den störs kan den skjuta ut ett organ på huvudet med en illaluktande sur lukt. Larvens varningsfärger och lukt signalerar att den är giftig.
Från mitten av juli förpuppas larverna och de övervintrar i detta stadium.

## Bildgalleri

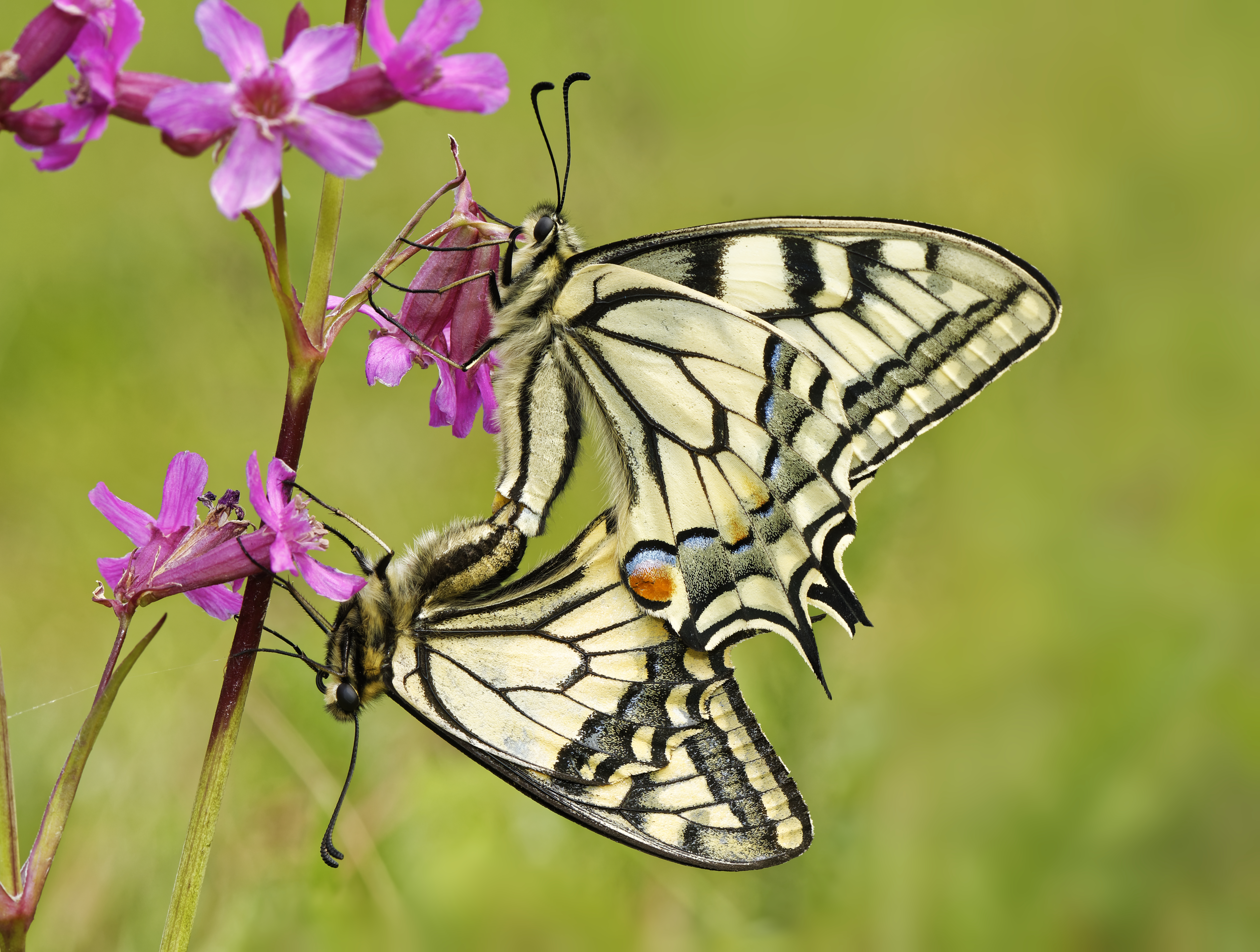
Makaonfjärilar som parar sig.
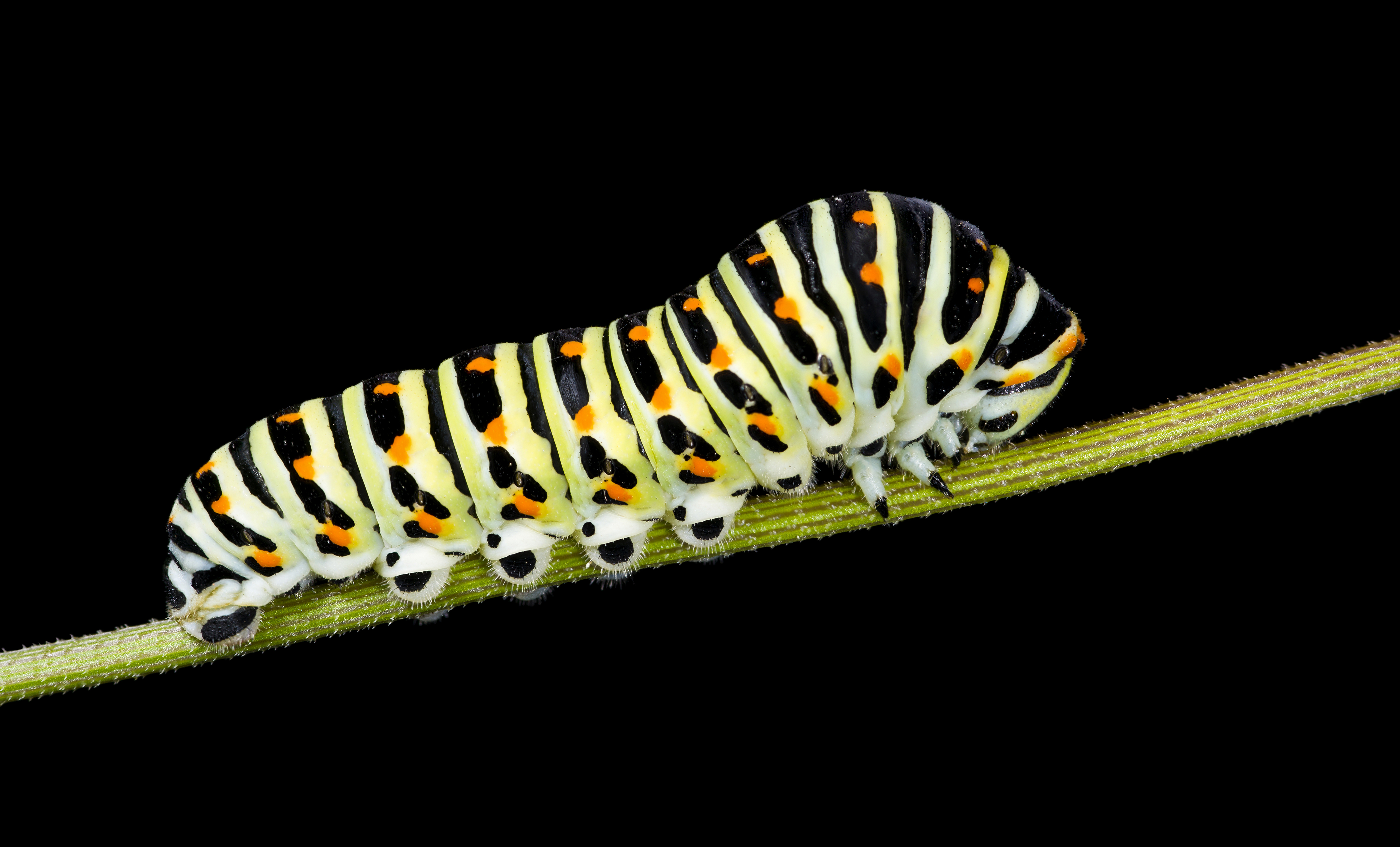
Makaonfjärilens larv är lätt att känna igen.
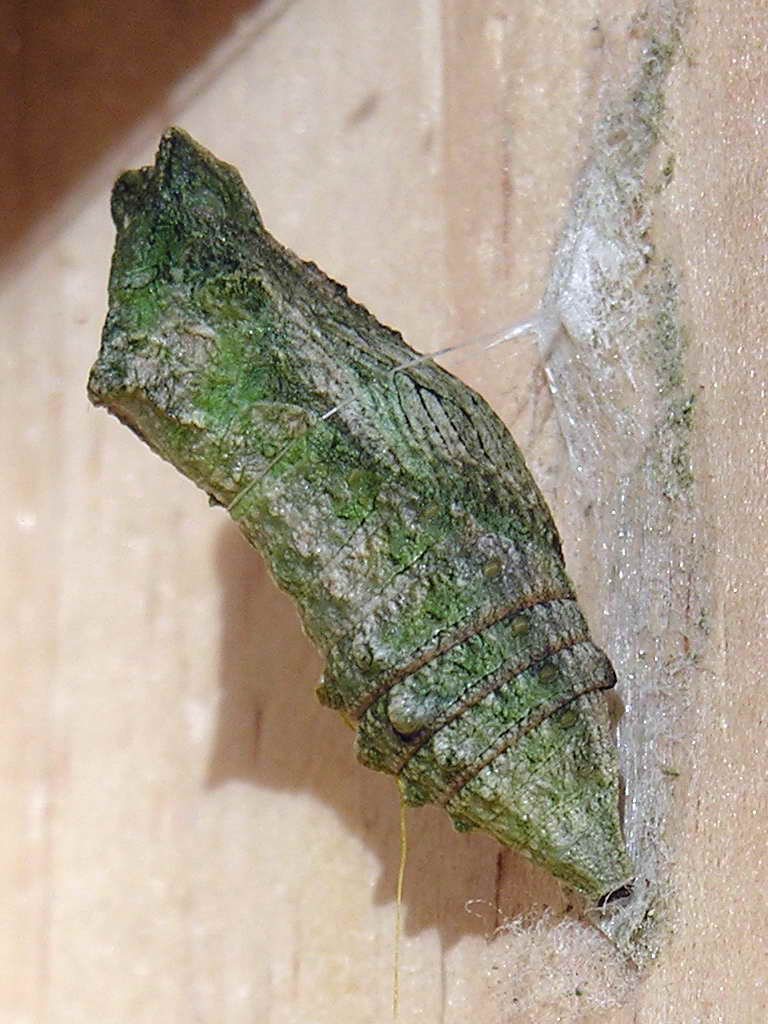
Puppa av makaonfjäril.
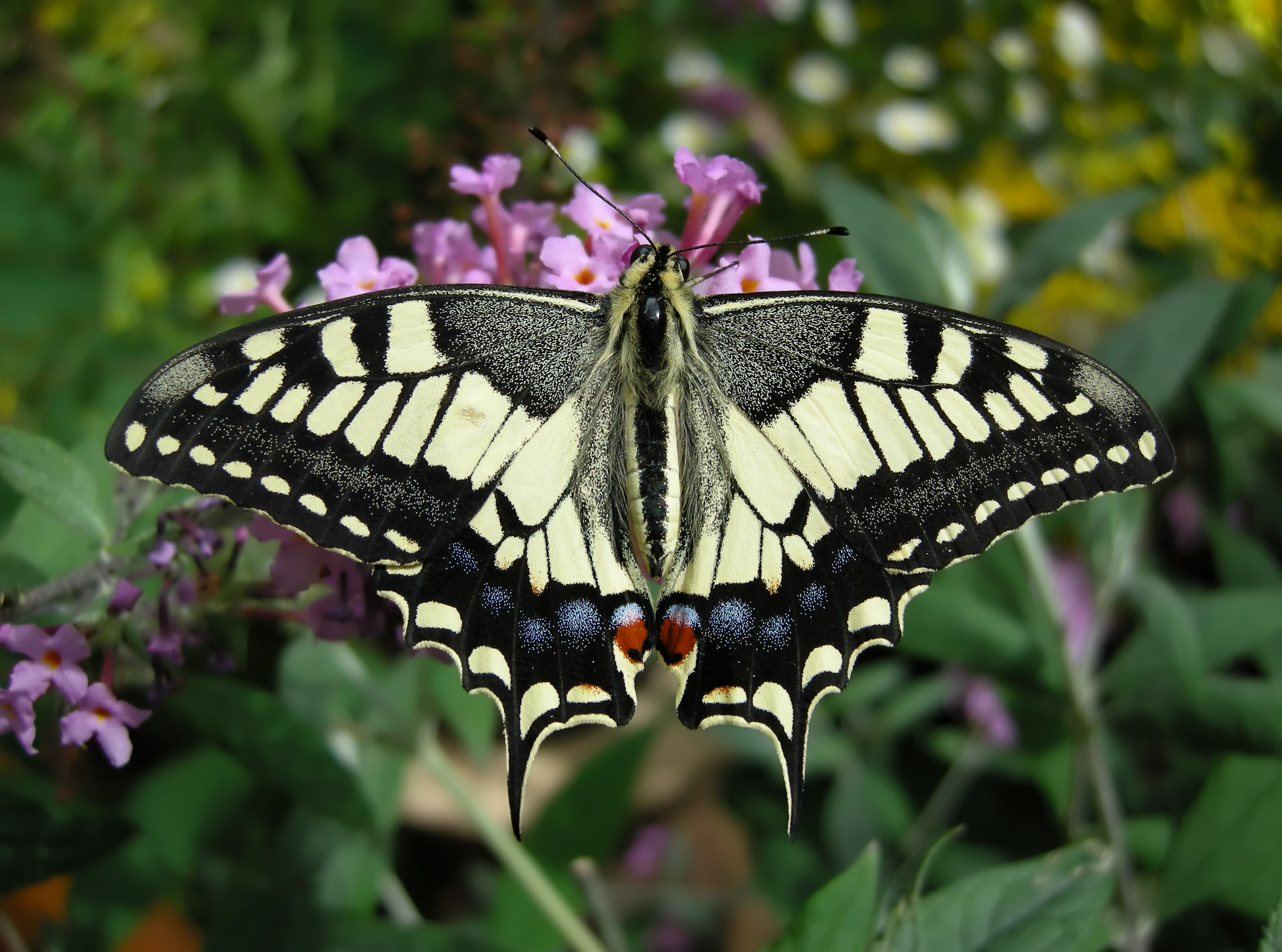
Imago makaonfjäril.

### Preparerade(uppnålade) imago fjärilar

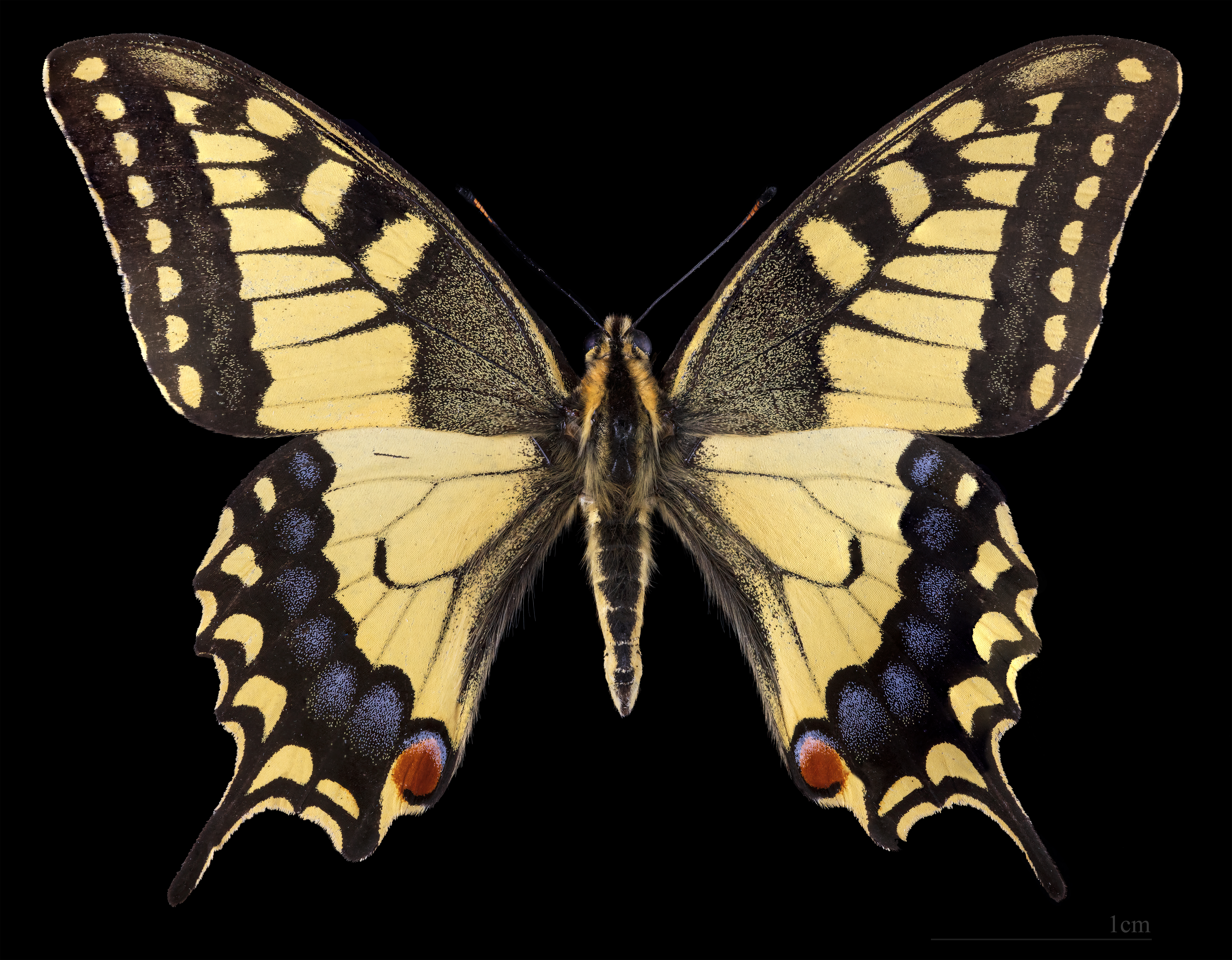
hane ovansida
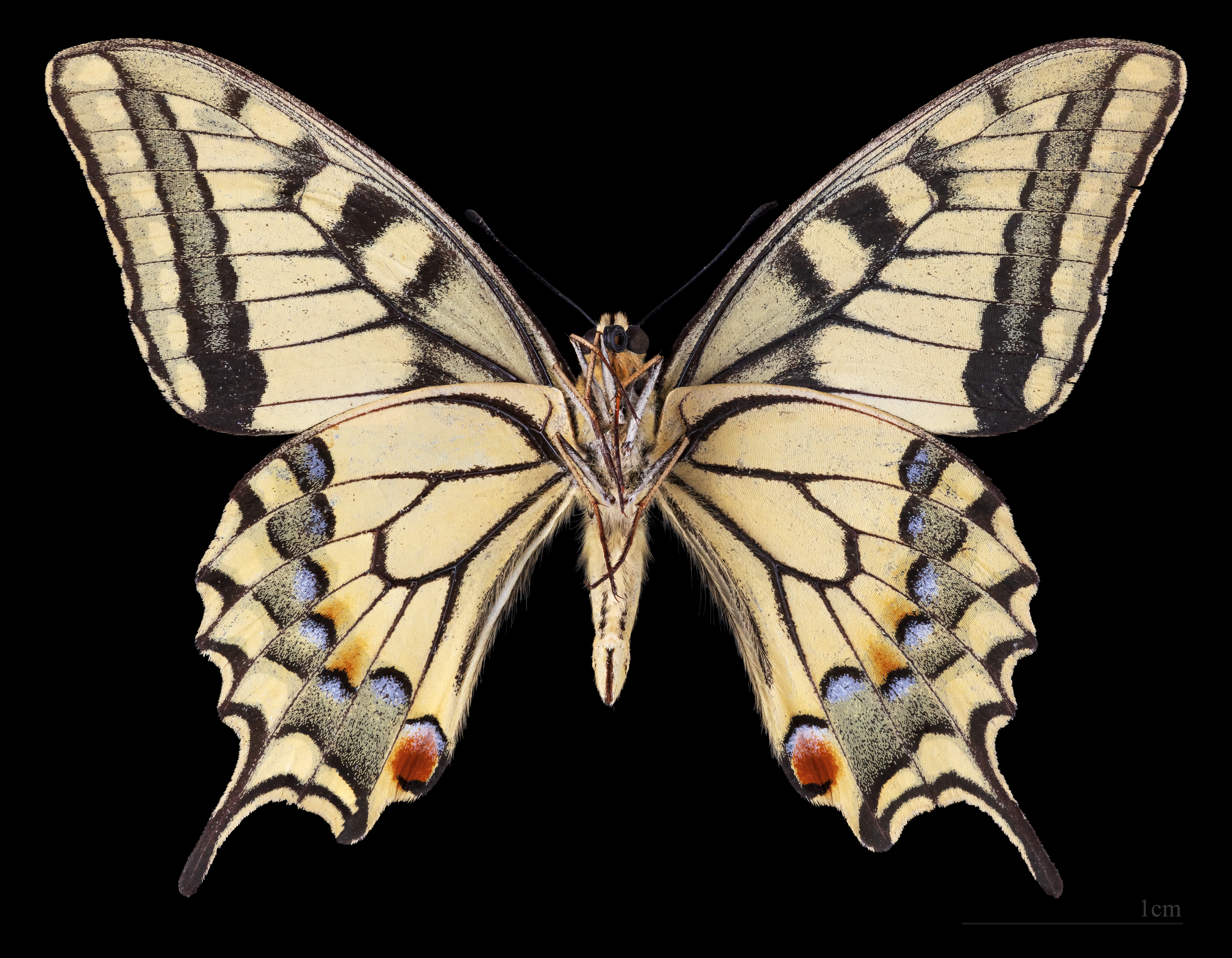
hane undersida
hona ovan- och undersida

## Värdväxter
Larverna lever på kärrsilja, strandkvanne och flera andra flockblommiga växter.

### Fotnoter
1. ↑  Paul A. Opler & James Wilson Tilden (1999). ”Old World Swallowtail Papilio machaon”. A Field Guide to Western Butterflies. Volume 2 of Peterson field guide series (2nd). Houghton Mifflin Harcourt. sid. 132–133. ISBN 978-0-395-79151-6
2. ↑  Adrian Hoskins. ”Swallowtail. Papilio machaon Linnaeus, 1758”. Butterflies of Europe. http://www.learnaboutbutterflies.com/Britain%20-%20Papilio%20machaon.htm. Läst 2 december 2020.